# أردون (سويسرا)
أردون (بالإنجليزية: Ardon) هي مدينة في كانتون فاليه في سويسرا. يبلغ عدد سكانها حوالي 3293 نسمة، (حسب إحصاء لعام 2021).

## وصلات خارجية
- موقع البلدية (بالفرنسية)